# Zygodon nivalis
Zygodon nivalis är en bladmossart som beskrevs av Georg Ernst Ludwig Hampe 1865. Zygodon nivalis ingår i släktet ärgmossor, och familjen Orthotrichaceae. Inga underarter finns listade i Catalogue of Life.